# Bastionul Theresia
Bastionul Theresia este singurul bastion care mai există din cetatea Timișoarei din perioada apartenenței Banatului la Imperiul Austriac. Fiind singurul bastion din Timișoara, mai este cunoscut de timișoreni sub numele de Bastionul Cetății. Bastionul a fost reabilitat în perioada 2008–2010. Înainte de reabilitare el găzduia spații comerciale, restaurante, baruri, o discotecă cu program de club de noapte, o librărie, două expoziții permanente ale Muzeului Banatului, cea de Tehnologia Informației și Comunicațiilor și "Vioara — o pasiune de o viață", precum și Secția de Etnografie a Muzeului Satului Bănățean. După reabilitare, timp de 5 ani condițiile finanțării au stipulat obligația utilizării complexului în special pentru activități culturale, activitățile de alimentație publică fiind limitate la cafenele, cofetării și vinoteci, discoteca urmând să fie transformată într-un centru de pregătire pentru tineret.

## Istoric

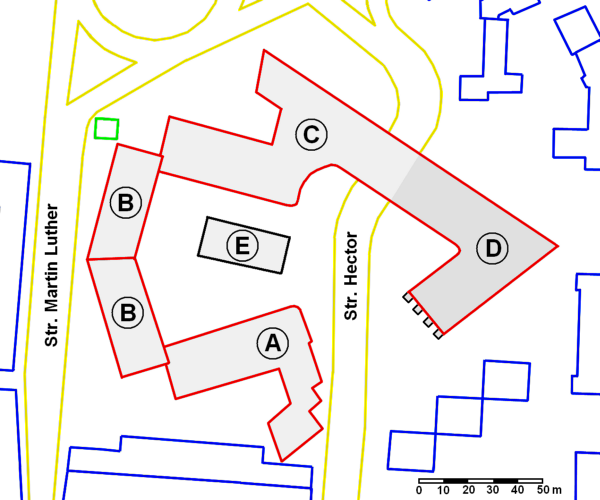
Planul bastionului păstrat, cu indicarea corpurilor actuale
roșu = conturul bastionului
galben = trama stradală
verde = chioșcul cu tun
albastru = clădiri actuale

După cucerirea în octombrie 1716 a cetății Timișoara de către armata habsburgică sub conducerea lui Eugen de Savoia s-a constatat că fortificațiile turcești nu puteau face față noilor tehnici de luptă. Ca urmare s-a luat decizia de a se reface întreaga cetate. Fortificarea s-a făcut în sistem Pagan (fr/en). Sistemul Pagan a inspirat primul dintre sistemele de fortificație preconizate de Vauban, asemănarea dintre aceste sisteme a răspândit afirmația că Timișoara ar fi fost fortificată în stil Vauban.
Bastionul Theresia a fost primul care a fost construit. Construcția a început în 1732 imediat după ce s-au finalizat lucrările hidrotehnice de regularizare a Begăi, lucrări care s-au desfășurat în perioada 1728–1732 și care erau menite să asigure apa necesară în șanțul cetății ca ravelinul/bastionul să poată funcționa corect. El apare prima dată pe planurile din anii 1732–1733. Inițial a fost conceput ca ravelin, înconjurat de apă, situat în fața zidului (curtină) care urma să unească viitoarele bastioane Francisc și Iosef și s-a numit Ravelinul de Proviant (Ravelinul Depozitului de Alimente). Construcția lui a fost definitivată în 1733–1734. Ulterior a fost înglobat în zidul fortificațiilor, iar în 1744 a fost redenumit Bastionul Theresia, în onoarea arhiducesei Maria Terezia a Austriei.
În decursul timpului aici a fost reședința Episcopiei Romano-Catolice, apoi a adăpostit mai multe ateliere și depozite, o școală de ucenici, una de echitație, o școală de etnografie, o școală de scrimă, o tipografie, internate școlare ori Arhivele Statului. După 1970 aici au fost mutate colecțiile de etnografie ale Muzeului Banatului, un muzeu tehnic și colecțiile vechi ale Bibliotecii Județene.
La sfârșitul secolului al XIX-lea și începutul secolului al XX-lea a avut loc defortificarea orașului Timișoara. În cadrul acesteia au fost demolate aproape toate fortificațiile. Bastionul Theresia a fost singurul bastion care nu a fost demolat, motivul fiind faptul că avea pe toată lungimea lui camere, utilizabile.
Actual bastionul aparține județului Timiș, (corpurile A, B, C și E), administrate de Consiliul Județean Timiș și municipiului Timișoara (corpul D), administrat de Primăria Timișoara.
În aprilie 2018 primăria a atribuit gratuit spațiul de aproape 1400 m² din corpul D Casei de Cultură pe o perioadă de trei ani. În acest corp se vor amenaja un spațiu expozițional și unul multifuncțional, unde să poată fi organizate diverse activități culturale.

## Descriere

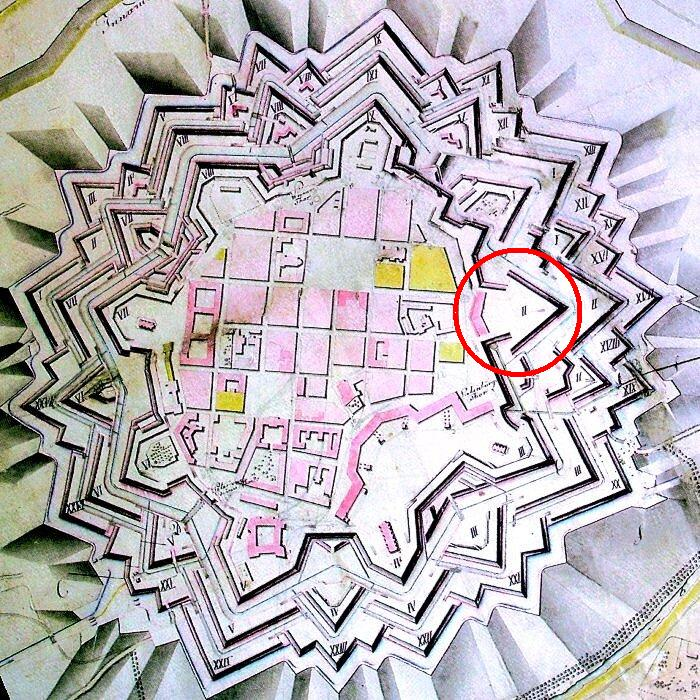
Poziția bastionului în fortificațiile Timișoarei

Bastionul era situat în partea de est a cetății. Actual este situat aproape în centrul orașului, fiind situat între bd. Revoluției din 1989, str. Martin Luther, p-ța Ionel I.C. Brătianu (Punctele Cardinale) și str. Vasile Goldiș. Este străbătut pe direcția nord-sud de str. Hector. Face parte din zona de construcție protejată ZCP 01 – Cartierul istoric Cetate. Adresa oficială a copurilor administrate de consiliul județean este str. Popa Șapcă, nr. 4.
Bastionul este format din două flancuri, cel de nord și cel de sud, lungi de c. 142 m (75 stânjeni), care formează spre est un unghi ascuțit de 72°. Capetele dinspre cetate ale flancurilor formează urechile bastionului. Bastionul este prevăzut cu o retragere, fiind singurul bastion al cetății dotat cu așa ceva. Flancurile aveau ambrazuri spre exterior, iar retragerea avea ambrazuri atât pe exterior, cât și pe interior. Scopul retragerii era apărarea în caz că bastionul ar fi fost penetrat. Înspre vest bastionul este închis de o clădire cu etaj, care era folosită ca depozit de alimente (proviant) și pulberărie. Bastionul a fost conceput astfel pentru putea funcționa independent, ca ultim punct de rezistență, similar unui donjon din fortificațiile medievale.
În clasificarea actuală, corpul A este format din urechea de sud a bastionului și zidul de sud al retragerii, corpul B este format din clădirea cu etaj și mansardă care închide bastionul la vest, corpul C este format din zidul de nord al retragerii și flancul de nord al bastionului până la str. Hector, corpul D este format din flancurile de nord și de sud ale bastionului aflate la est de str. Hector, iar corpul E este format din amenajarea de subsol din centrul bastionului.

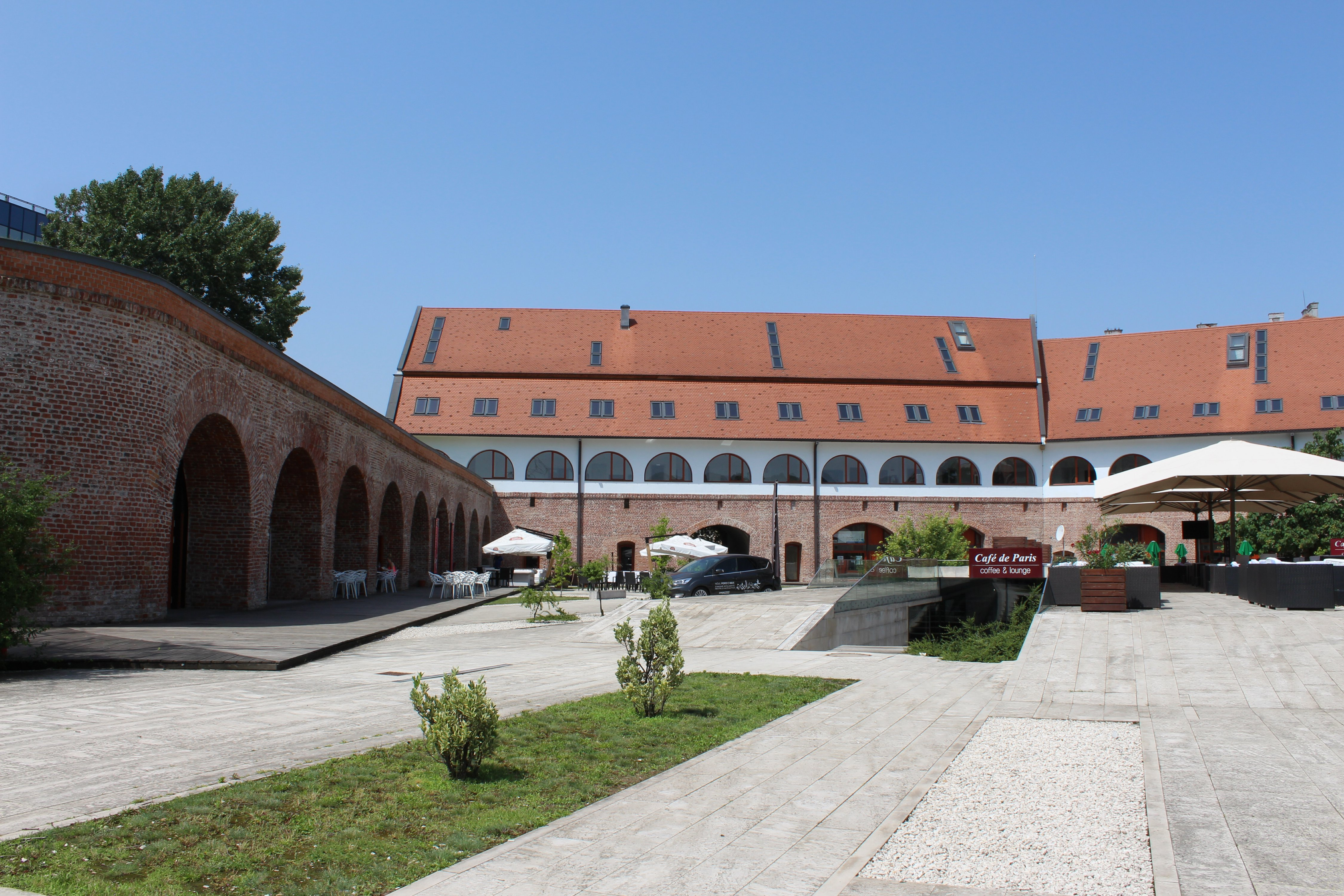
Corpurile A și B (parțial)
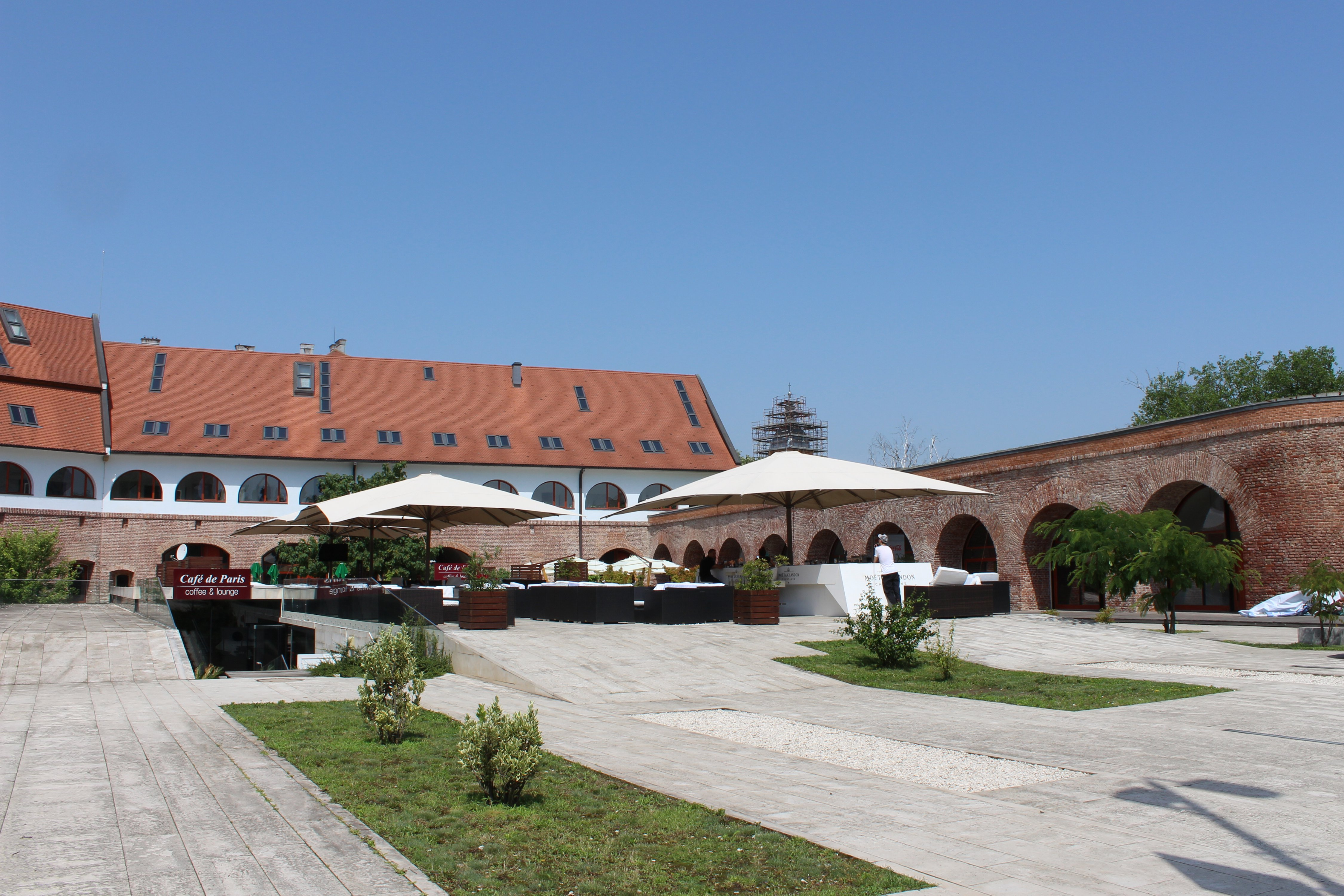
Corpurile B, C și E (parțial)
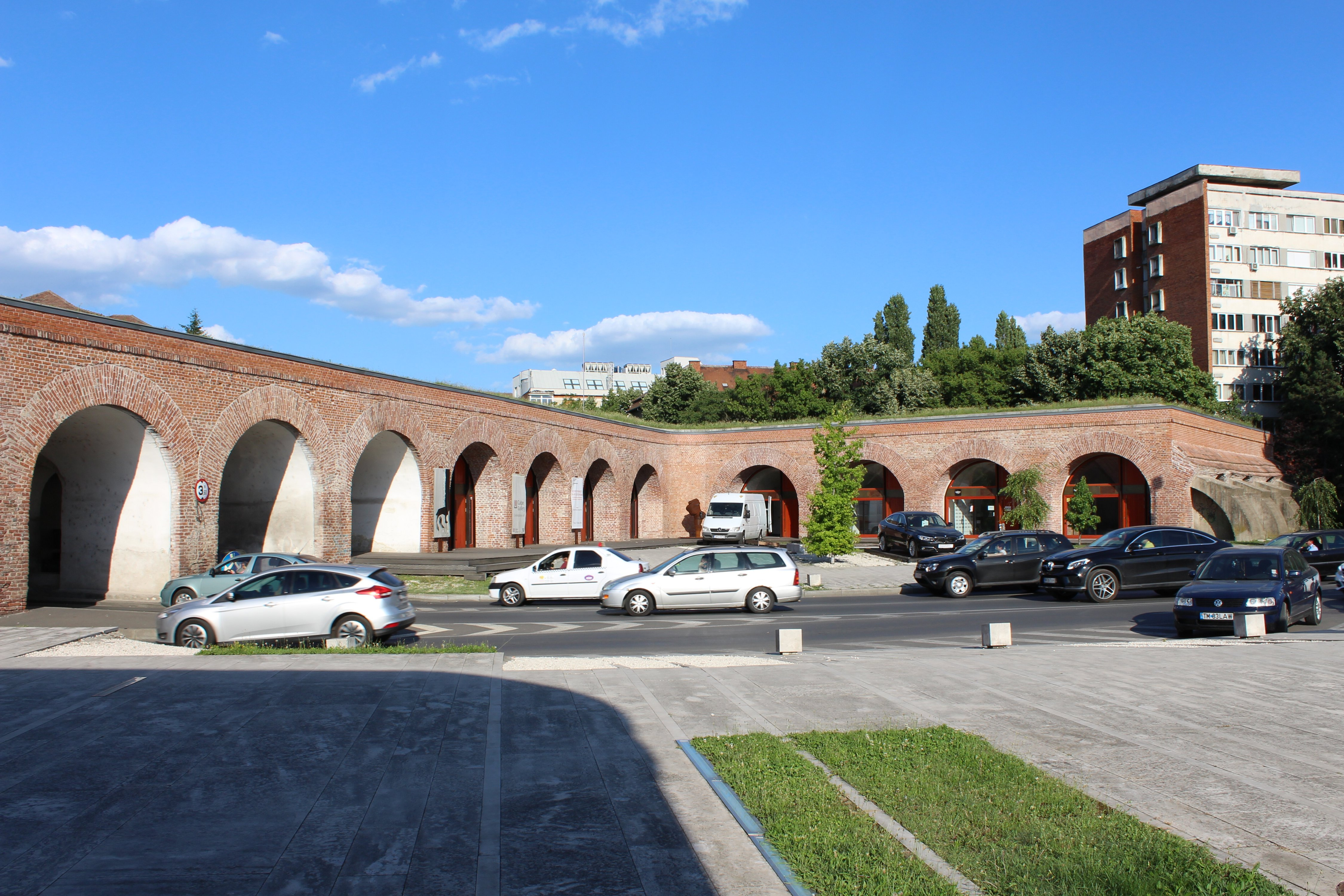
Corpul D
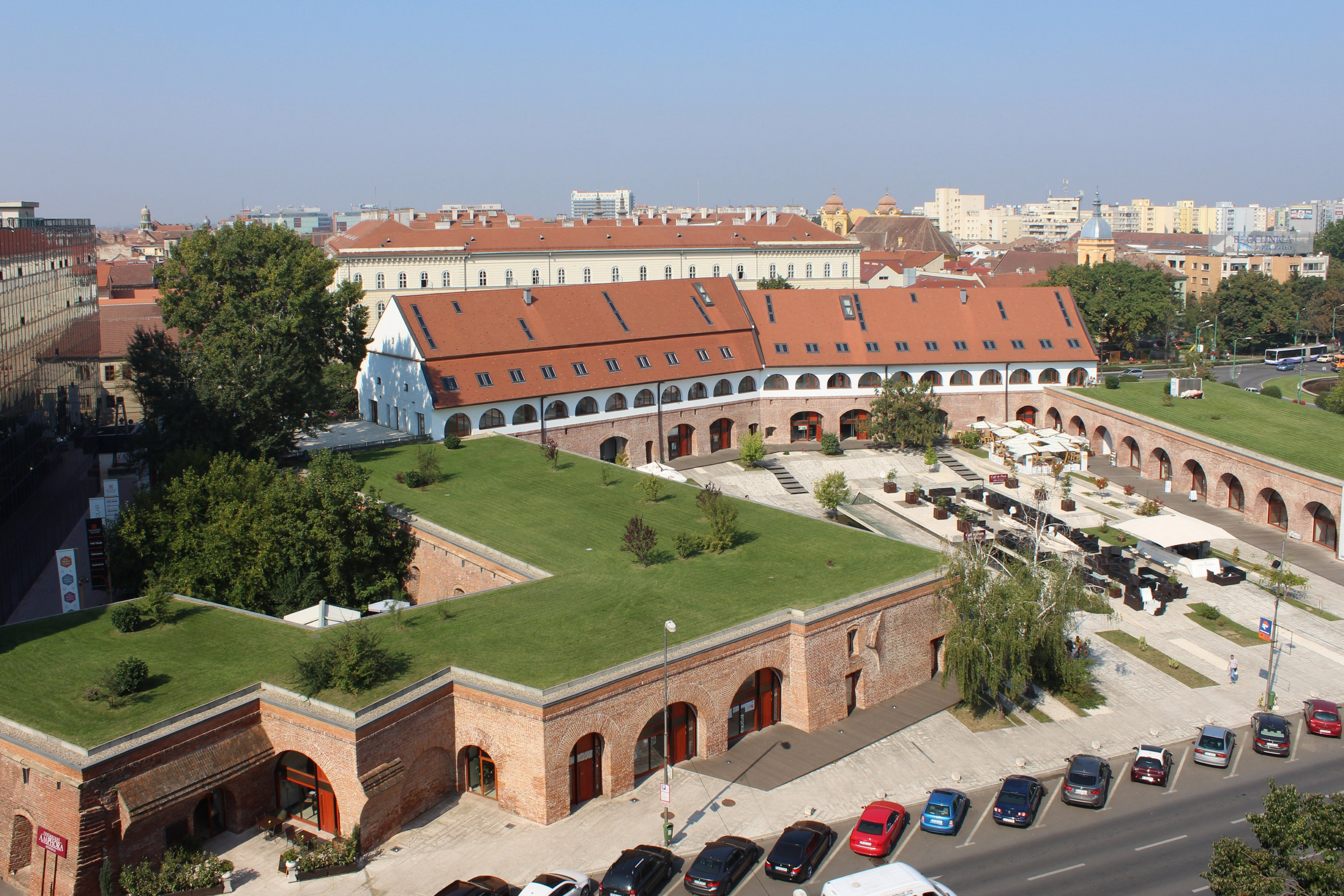
Vedere generală ziua
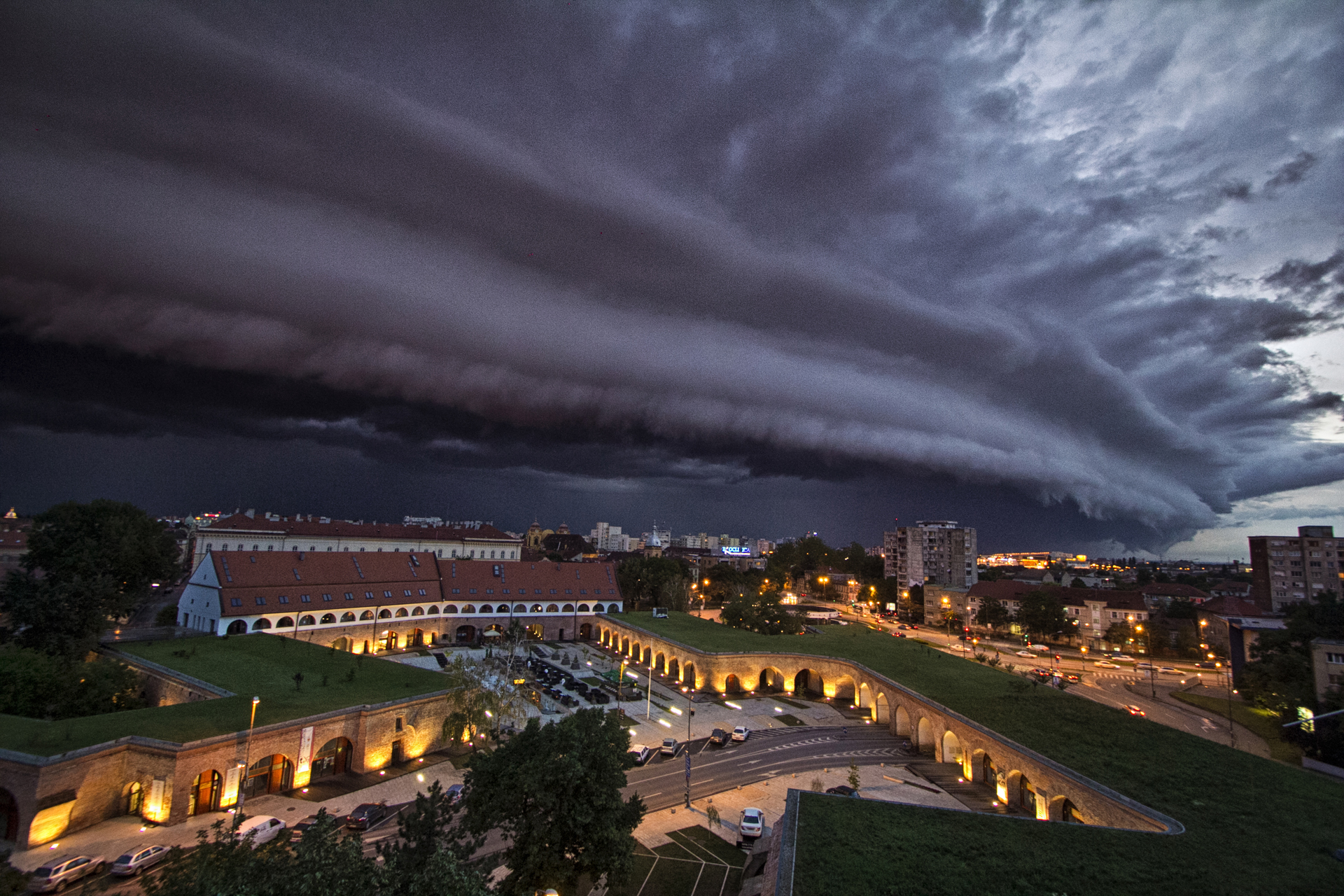
Vedere generală noaptea
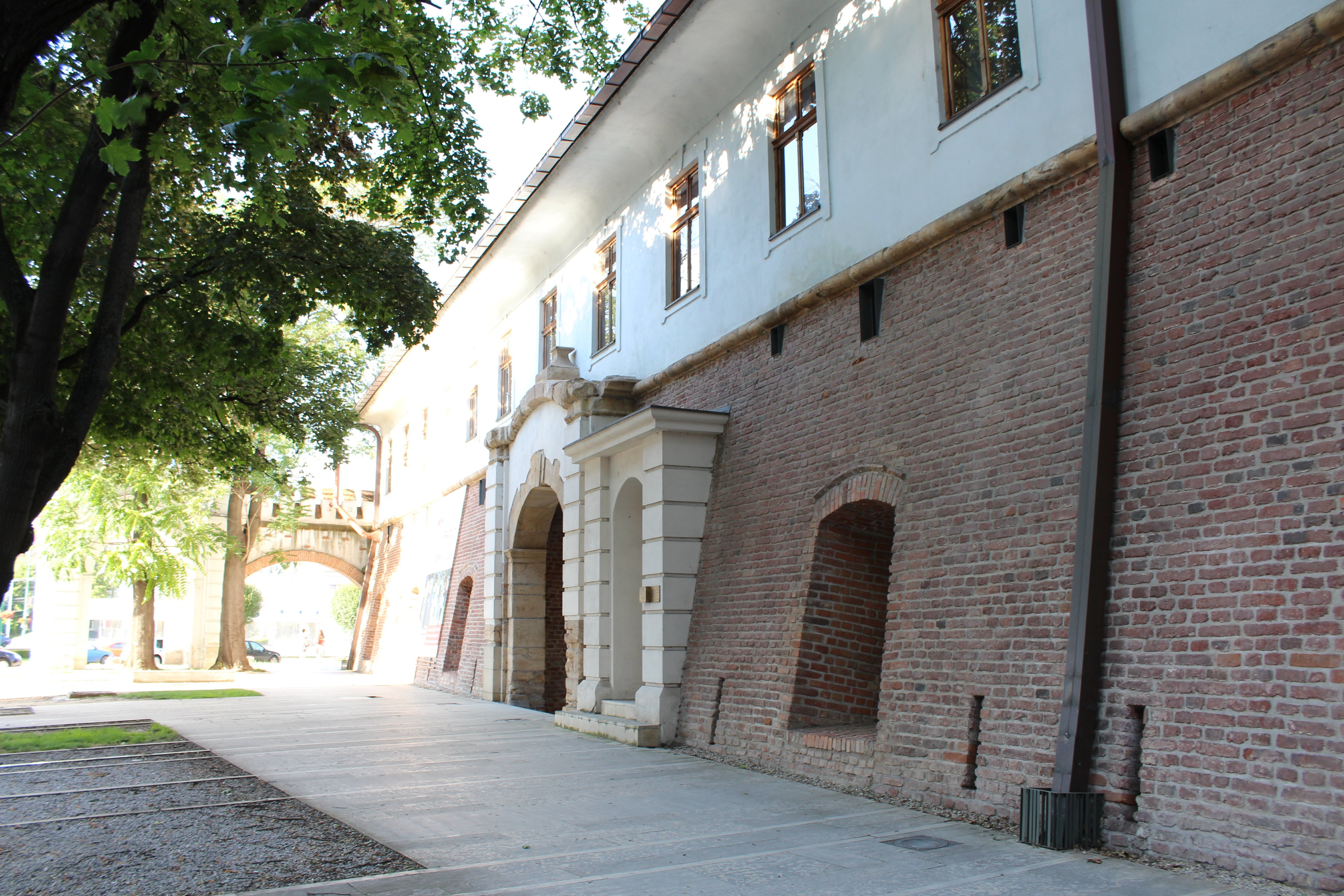
Poarta din corpul B
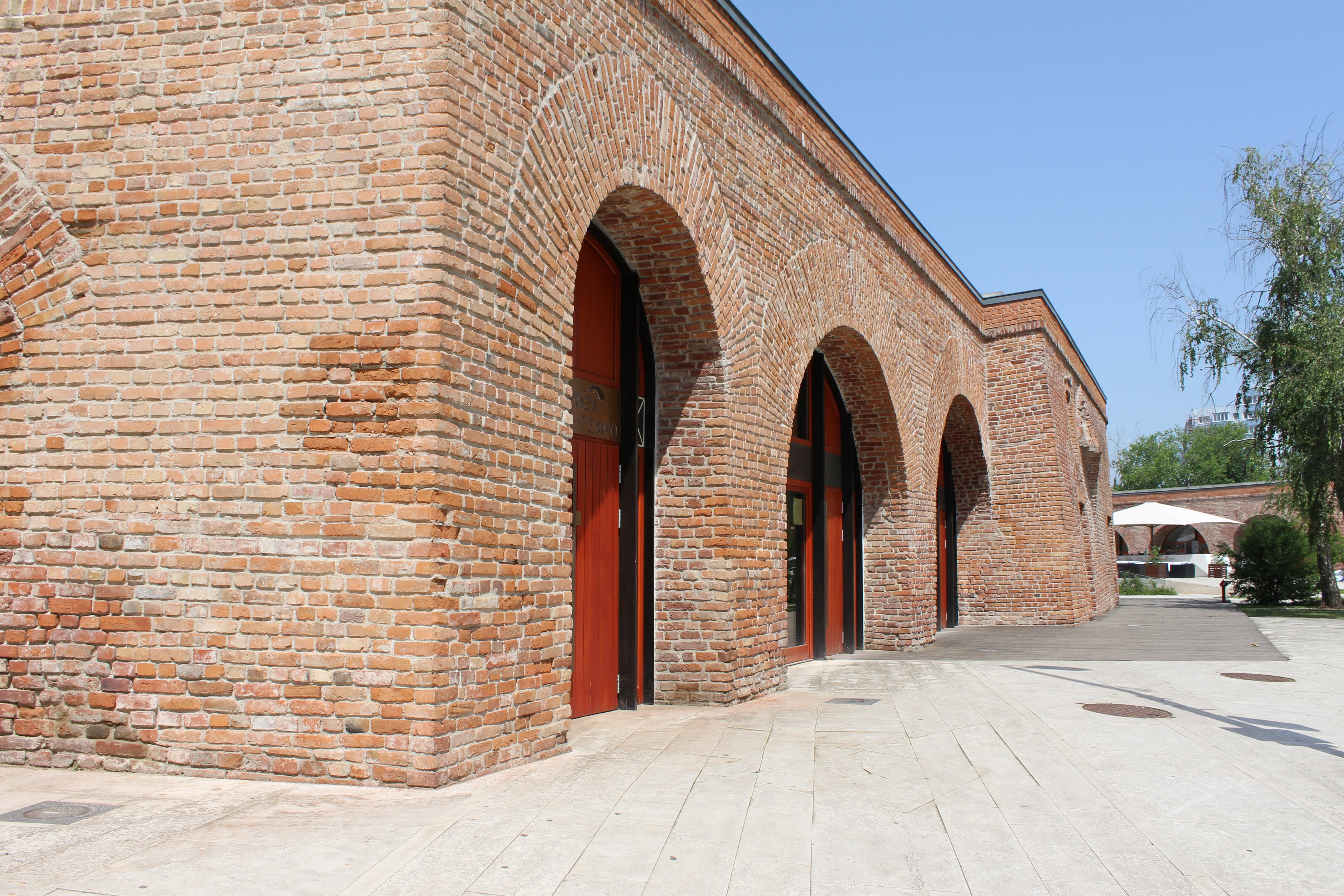
Urechea de sud
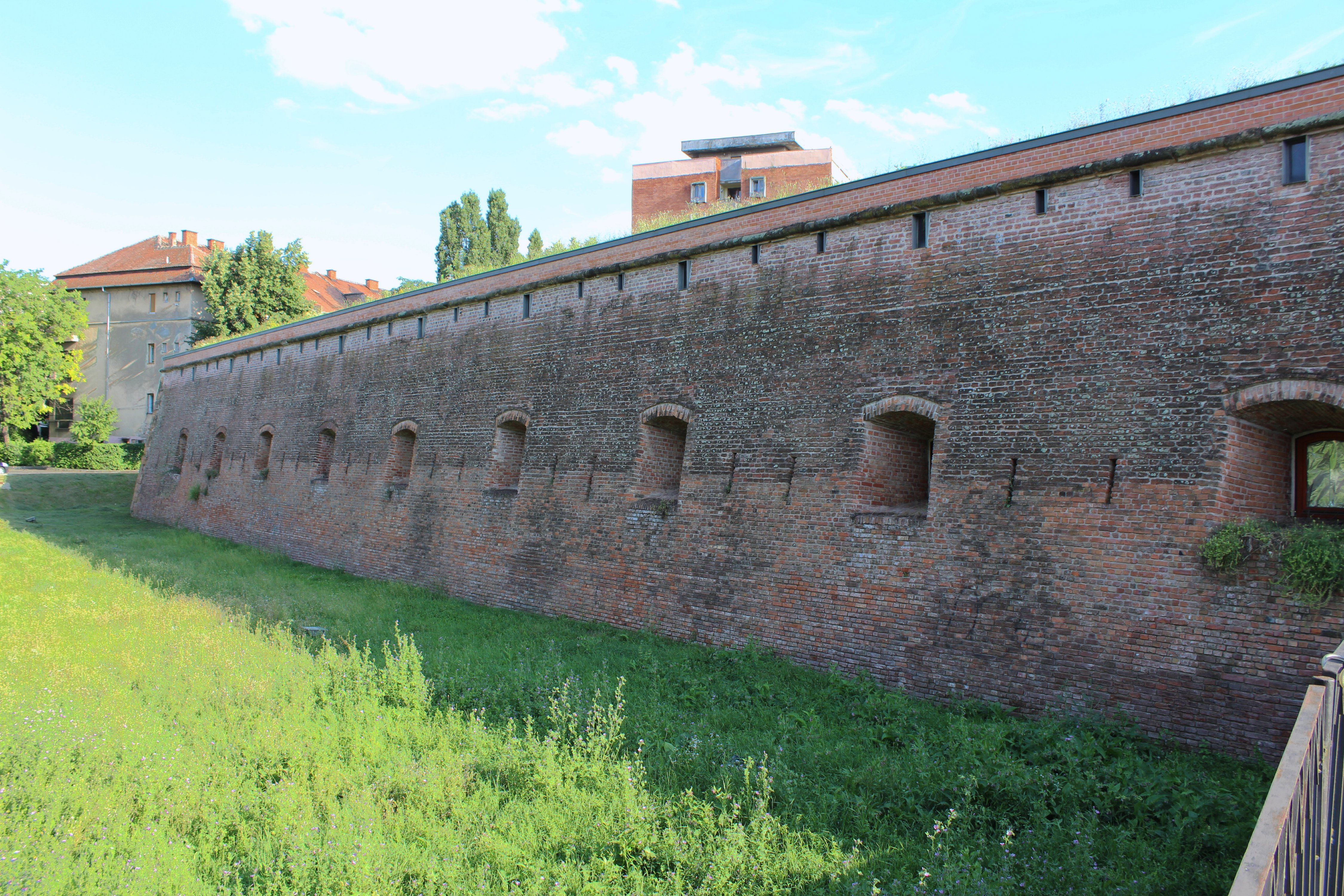
Flancul de nord și șanțul cetății
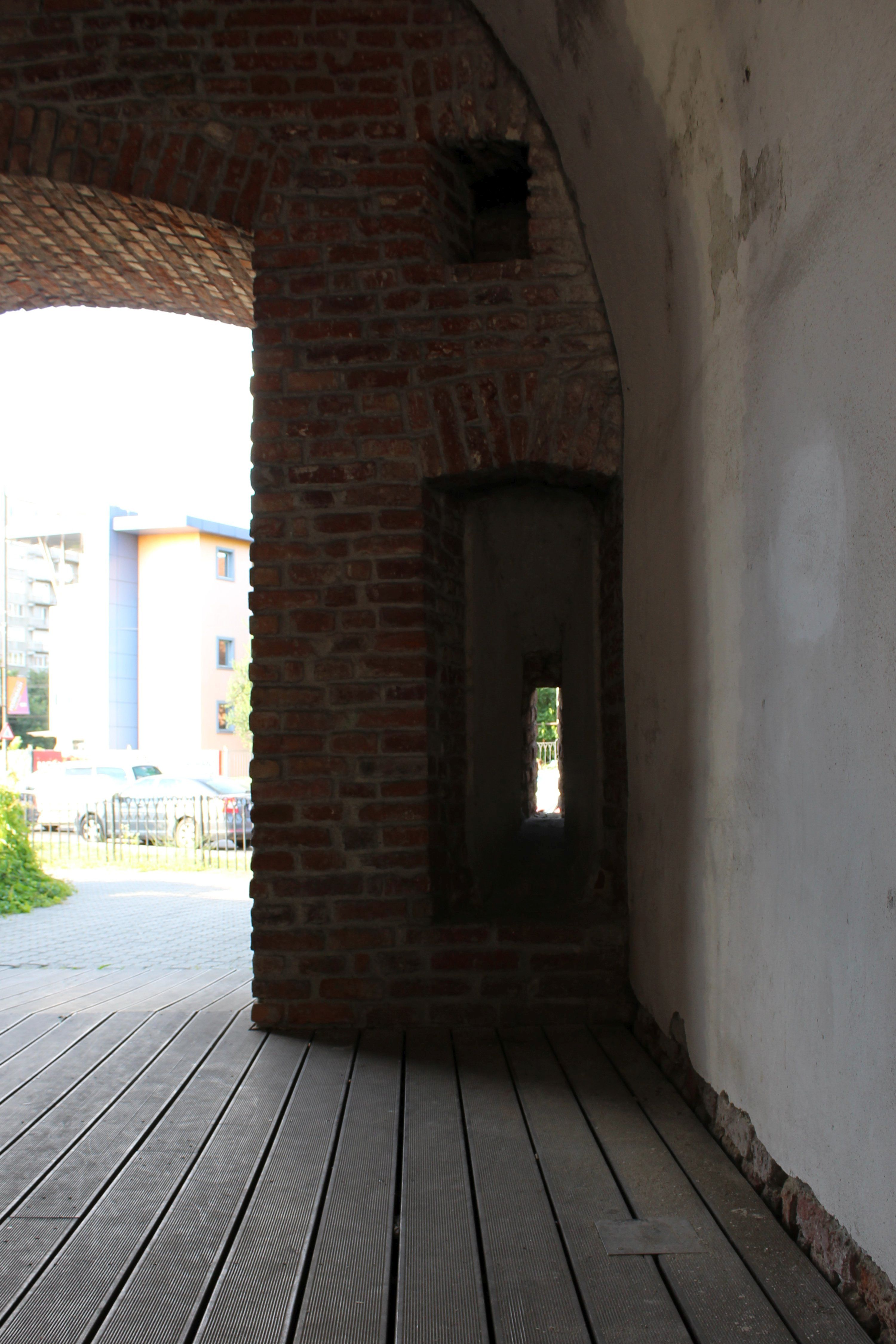
Ambrazură
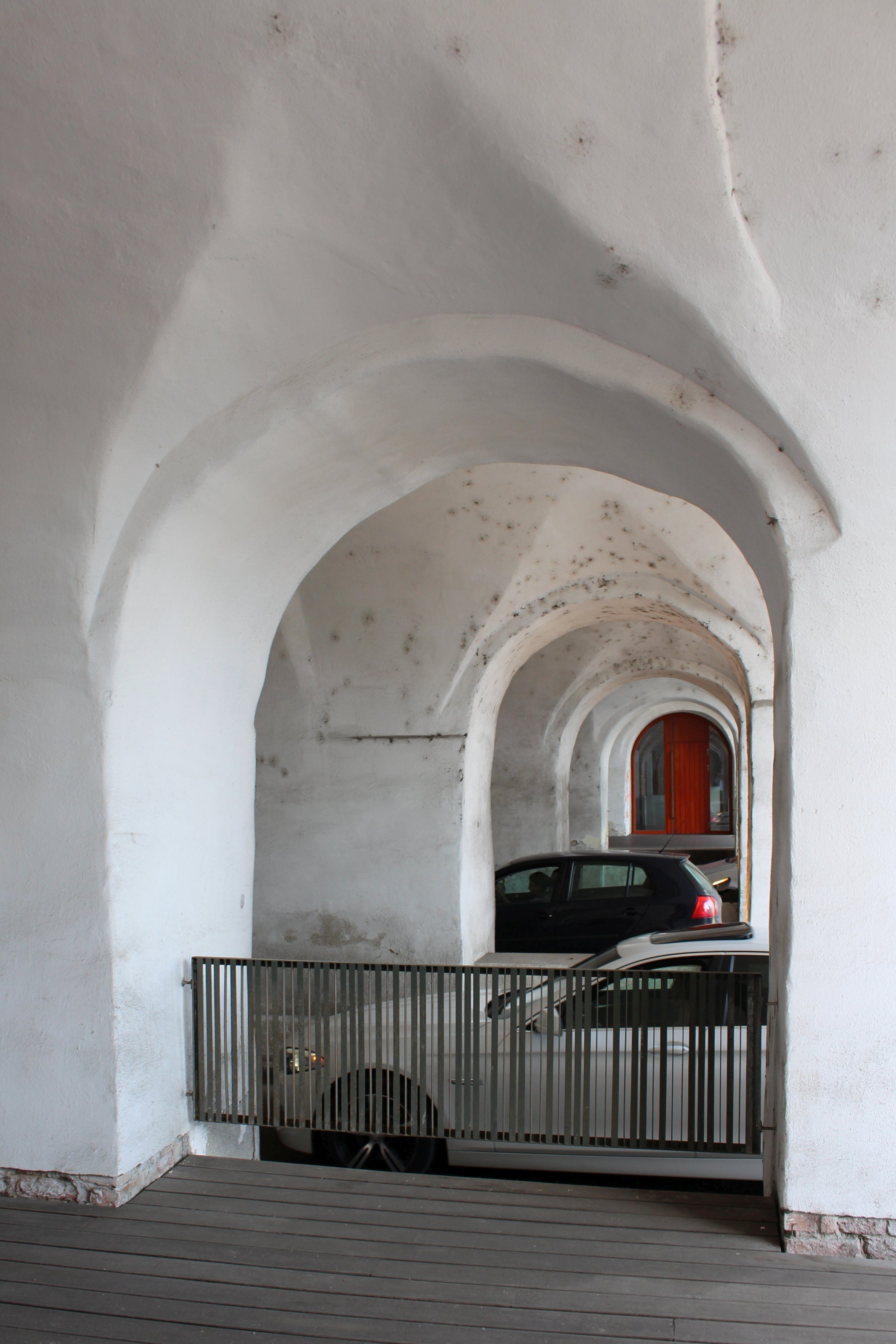
Galerie interioară

## Restaurări
Prima restaurare a bastionului a fost între 1968–1969, după un proiect al arhitectului Ștefan Iojică. Cu această ocazie s-a realizat o trecere prin bastion a traficului auto și pietonal și s-au realizat consolidări prin turnări de betoane. Însă s-au înlăturat o serie de detalii specifice, iar șanțul din fața bastionului a fost micșorat.
O a doua restaurare a avut loc în 2008–2010 prin programul PHARE 2005, proiectul „Reabilitarea și revitalizarea fortificației Cetății Timișoara, Bastionul Theresia”, proiect RO 2005/017-553.04.01.01.01.02.09 în valoare inițială de 9 731 847,56 de euro. Din cheltuieli, cinci milioane de euro au provenit din fonduri PHARE, 1,7 milioane de euro au fost alocați de la bugetul de stat, 2,3 milioane de euro au fost de la Consiliul Județean Timiș, iar puțin peste un milion de euro au fost alocați de Primăria Timișoara. Șantierul a fost considerat drept cel mai mare șantier de restaurare din Sud-Estul Europei.
Proiectul reabilitării a fost elaborat de Archaeus Studio în perioada 2004–2009 sub coordonarea arhitectului Marius Miclăuș, iar executantul a fost consorțiul Bennert GmbH & Prowa Contracting and Consulting GmbH În cadrul acestei reabilitări au fost eliminate mortarele pe bază de ciment turnate la restaurarea precedentă iar facilitățile moderne au fost amplasate pe cât posibil sub pardoseală, nu la vedere. Pentru adăugirile moderne s-au folosit materiale puțin diferite, tocmai pentru a le putea deosebi de cele originale.
Arcadele din cărămidă din flancurile și retragerea bastionului au fost transformate în portice prin inserarea unor cadre de lemn. Au fost înlăturate valurile de pământ de deasupra flancurilor și retragerii, care formau parapete (en) și unde erau amenajate barbete de tragere. În zonă s-a plantat gazon, intenționând ca aici să fie amenajat un spațiu de promenadă și terase cu bănci, formând, după expresia arhitectului, o „grădină de vise”.
În șanțul din fața zidurilor a fost prevăzută posibilitatea amenajării unor curți scufundate. În interiorul bastionului („în curte”) s-a realizat corpul „E”, o zonă în trepte, care cuprinde o scenă și un local subteran cu pereți din sticlă prin care se pot urmări spectacolele de pe scenă.
Clădirea din partea vestică a fost reabilitată, iar podul ei a fost transformat în mansardă. Șarpanta a fost consolidată, învelitoarea recondiționată și acolo s-a organizat un spațiu expozițional. Pentru iluminat au fost prevăzute ferestre cu geam termopan în tâmplărie de lemn stratificat. Tot pentru iluminare, coșurile au fost transformate în ghiduri de lumină.
Inaugurarea după renovare a avut loc la 11 octombrie 2010, Conform condițiilor finanțării de către Uniunea Europeană, timp de 5 ani de zile destinația spațiilor din bastion urma să fie una exclusiv culturală.

### Tunul de la Bastion
| Tunul                                    |  | Chioșcul cu tun |
| Replica tunului de la Bastionul Theresia |  |                 |

În colțul de nord-vest al bastionului se află un chioșc (figurat cu verde în planul de mai sus al bastionului) în care era amplasat un tun, care în anii 1970–1980 era o atracție turistică. Acest tun a fost turnat la Reșița și folosit în luptele din 1848 dintre Garda Revoluționară maghiară din Reșița și Regimentul Grăniceresc Austriac din Caransebeș. După căderea Reșiței, în decembrie 1848, tunul a fost capturat și transportat la Caransebeș. La inițiativa funcționarului minier Rétay Sándor, în anul 1908 tunul a intrat în colecția Societății pentru muzeu de istorie și arheologie din Ungaria de Sud. După Revoluția Română din 1989 tunul a fost vândut cu acte false de bișnițari unui italian, care însă nu l-a putut scoate din țară, fiind un obiect de patrimoniu. Actual tunul original este depozitat la Muzeul Banatului, în curtea Castelului Huniade. În 2016 s-a amplasat în chioșc o replică la scara 1/1 a tunului din perioada 1848.

## Activități
Actual Bastionul Theresia este  o atracție turistică și un spațiu în care se organizează activități culturale.
Expoziții
Bastionul a găzduit în spațiul expozițional expoziții ca „Aurul și argintul antic al României” (2014), susținută de Muzeul Național de Istorie a României (expoziție la care au participat cu exponate și alte 32 de muzee, între care și Muzeul Banatului), unde au fost prezentate peste o mie de obiecte de aur și argint, dintr-o perioadă de 5000 de ani, sau „Descendența speciei umane” (2015), susținută de Asociația Secular–Umanistă din România în colaborare cu Asociația pentru Dezvoltare Intelectuală și Personală și Știință și Tehnică. Tot aici a fost găzduită expoziția „Our Body: Universul Interior” (2016), susținută de către Universal Exhibition Group, expoziție în care au fost prezentate peste 200 de corpuri umane plastinate.
Spectacole
La bastion au loc diferite spectacole care ilustrează diferite aspecte din trecut, cum ar fi lupte istorice, concerte de muzică medievală sau demonstrații cu arme de epocă maghiare și turcești.